# Feng-kan
Feng-kan (egyszerűsített kínai: 丰干; hagyományos kínai: 豐干; pinyin: Fēnggān; magyar népszerű: Feng-kan; japánul: Bukan; kb. 9. század) a Tang-dinasztia második felében élt csan-buddhista szerzetes, költő. Han-san (Hanshan) és Si-tö (Shide) mestere, ők együtt alkotják „a tientaj (tiantai)-i három szent” (Tientaj szan-seng (Tiantai san sheng) 天台三聖) csoportját.

## Élete
Életével kapcsolatban semmilyen hitelt érdemlő forrással nem rendelkezünk. Annyit lehet tudni róla, hogy a remete-költő Han-san (Hanshan) barátja volt, illetve ő talált rá Si-tö (Shide)re (Lelenc), akit aztán magával vitt a kolostorba. Feltehetően hármuk közül ő lehetett a legidősebb, Si-tö (Shide) és Han-san (Hanshan) is úgy hivatkoznak rá, mint mesterükre. A Tang-kor összes verse (Csüan Tang si (Quan Tang shi) 全唐詩) című antológiában versei előtt a következő rövid életrajza olvasható:

„Feng-kan (Fenggan) csan (chan) mester a Tientaj (Tiantai)-hegyen, a Kuocsing (Guoqing) kolostorban nappal közönséges, rizsen élő szerzetes volt, éjjel pedig bereteszelt ajtaja mögött dúdolgatott. Egy nap tigrisen lovagolva fenyvesek ösvényén érkezett Kuocsing (Guoqing)be, végigjárva a sétányokat prédikált. Mindenki nagyon megijedt. Egyszer a fővárosban, az udvarban kigyógyította Lü-csiu (Lüqiu) helytartót betegségéből. Mikor Lü-csiu (Lüqiu)t kinevezték Tajcsou (Taizhou)ba, meglátogatta a Kuocsing (Guoqing) kolostort, s érdeklődött, merre van Feng-kan (Fenggan) csan (chan) mester lakása? Mondták, hogy a szútrák raktára mögött, nem embernek való helyen. Mindig van egy tigris, mely időnként arra jár és bömböl. Lü-csiu (Lüqiu) megérkezvén oda benyitott, de csak tigrisnyomokat látott. A szobában a falon máig fennmaradt két verse.”

– Csongor Barnabás fordítása

## Költészete
Már az életrajzból is kiderül, hogy mindössze két verse maradt fenn. Az első egyfajta önéletrajz, amelyben nem csak két társáról tesz említést, de minden mondatából átsüt a csan (chan)-buddhizmus szellemisége:
Egymagam jöttem a Tientaj (Tiantai)-hegyre,

vagy tízezernyi utat megtettem.

Egész éltem, mint fellegek s vizek:

jövök és megyek a végtelenben.

Kötelmek nélkül nem nyüzsgök soha,

megbékélten járom Buddha útját,

míg görbe, világi útra vágyók

seregét bosszúsan gondok nyúzzák.

Kábán süllyednek hullám-tengerbe,

Három világban forognak egyre.

Be szánalmasak e „szellem lények”,

határolt mindnek léte, végzete.

Fényesség szemhunyás alatt támad,

élet s halál mégis porral fedett.

Csak Han-san (Hanshan)nal látogatjuk egymást,

s gyakorta Si-tö (Side) is felkereshet.

Beszélünk szívről, szólunk a Holdról,

a hatalmas Űrről: mily végtelen.

A Dharmadhátunak sincs határa,

az egyetlen Tan mindenhol éljen!
(Tokaji Zsolt fordítása)
A második négy soros költeménye, amely az úgy nevezett 5 szótagos „csonkavers” (csüe-csü (jueju)) formában született a csan (chan)-buddhizmus egyik legismertebb költeménye:
Valójában nem létezik semmi,

nincs por sem, mit le kéne seperni.

Ha képes lennél fölfogni mindezt:

mért ücsörögnél mélyen merengni?
(Tokaji Zsolt fordítása)

## Ábrázolása
Feng-kan (Fenggan) akárcsak Han-san (Hanshan) és Si-tö (Shide) kedvelt figurája a kínai piktúrának. Az életrajzában szereplő tigris az utókort is megihlette, épp ezért Feng-kan (Fenggan)t gyakorta tigris hátán szunyókálva szokták ábrázolni.